# Die Höhle der Löwen/Staffel 5
Die fünfte Staffel der Unterhaltungsshow Die Höhle der Löwen wurde vom 4. September bis 20. November 2018 von dem deutschen Free-TV-Sender VOX ausgestrahlt. Die Moderation wurde erneut von Ermias Habtu übernommen. Als „Löwen“ waren Carsten Maschmeyer, Frank Thelen, Judith Williams bzw. Georg Kofler, Dagmar Wöhrl und Ralf Dümmel zu sehen.

## Episoden
| Nr. (ges.) | Nr. (St.) | Teilnehmer                                                                             | Premiere D    | Zuschauer |
| ---------- | --------- | -------------------------------------------------------------------------------------- | ------------- | --------- |
| 44         | 1         | Catch Up ✓, Jacky F. ×, Volatiles Lighting ○, Swedish Fall ×, Calligraphy Cut ✓        | 4. Sep. 2018  | 2,81 Mio. |
| 45         | 2         | Daisy Grip ○, Trinity ×, Ruwi ✓, Pazls Möbel ○, furryfit ×, Spooning Cookie Dough ✓    | 11. Sep. 2018 | 3,00 Mio. |
| 46         | 3         | smart sleep ✓, dot on art ✓, Bugfoundation ×, plankpad ✓, SIM Characters ×             | 18. Sep. 2018 | 2,76 Mio. |
| 47         | 4         | TwerXout ×, sleeperoo ✓, smicies ×, ello ✓, Gearflix ×, waschies ✓                     | 25. Sep. 2018 | 2,74 Mio. |
| 48         | 5         | Chia Bowl ×, Flippo Kids ✓, Finanzguru ✓, Diamant Blading ×, goleygo ✓                 | 2. Okt. 2018  | 2,94 Mio. |
| 49         | 6         | eatapple ×, Trockenfix ✓, Design Bubbles ○, pook ✓, yoga board ×, CurveSYS ✓           | 9. Okt. 2018  | 2,89 Mio. |
| 50         | 7         | Abdeckblitz ✓, Kaiserschlüpfer ×, Frittenlove ✓, Privalino ×, kuchentratsch ✓          | 16. Okt. 2018 | 2,61 Mio. |
| 51         | 8         | Sanilu Clean ✓, CuraLuna ○, Ösel Birch ×, Relaxopet ✓, Tracktics ×                     | 23. Okt. 2018 | 2,84 Mio. |
| 52         | 9         | waterdrop ✓, Boneguard ×, RoadAds ○, FitSeat ×, milquino ×, Fugentorpedo ✓             | 30. Okt. 2018 | 3,10 Mio. |
| 53         | 10        | prezit o, Nero ×, Vegdog ✓, calimoto ×, Lazys ×, aspira clip ✓                         | 6. Nov. 2018  | 2,85 Mio. |
| 54         | 11        | walkie ×, Caps Air ✓, YFood ✓, poolathlete / pemo ×, Aktimed ✓, Darguner Klostervogt × | 13. Nov. 2018 | 2,82 Mio. |
| 55         | 12        | EinStückLand ×, Safaya ✓, Realtrue ×, Man Upgrader ✓, Tonefit ✓, Troy ✓                | 20. Nov. 2018 | 3,04 Mio. |

## Gründer und Unternehmen
Die erste Spalte mit der Überschrift # entspricht der Episodennummer der Staffel und der Reihenfolge des Auftritts in der Sendung.
| #    | Name                                                                                               | Gründer                                                     | Bewertung    | Kapitalbedarf | Anteile | Investment                                       | Investor                                 |
| ---- | -------------------------------------------------------------------------------------------------- | ----------------------------------------------------------- | ------------ | ------------- | ------- | ------------------------------------------------ | ---------------------------------------- |
| 1.1  | Catch UP Staubsaugeraufsatz Universeller Staubsauger-Filteraufsatz                                 | Tobias Gerbracht                                            | 185.714 €    | 100.000 €     | 35 %    | 100.000 € für 35 %                               | Ralf Dümmel                              |
| 1.2  | Jacky F. Jackfrucht in der Dose                                                                    | Julia Huthmann                                              | 2.340.000 €  | 260.000 €     | 10 %    | nein                                             | nein                                     |
| 1.3  | Volatiles Lighting Programmierbare Glasmosaik-Wand                                                 | Florian Nübling, Tiziana Kleine                             | 4.500.000 €  | 500.000 €     | 10 %    | 500.000 € für 20 %; gescheitert                  | Carsten Maschmeyer                       |
| 1.4  | Swedish Fall Sportmodemarke                                                                        | Silja und Lara Stallbaum, Marius Krüger und Jonas Detlefsen | 1.020.000 €  | 180.000 €     | 15 %    | nein                                             | nein                                     |
| 1.5  | Calligraphy Cut Spezielles Schneidewerkzeug für Friseure                                           | Frank Brormann                                              | 2.000.000 €  | 500.000 €     | 20 %    | 1.000.000 € für 25 %; unbekannt 1.5              | Frank Thelen Judith Williams             |
| 2.1  | daisygrip Wiederverwendbarer Venenstauer                                                           | Konstantin Altrichter, Karl Hartmann                        | 900.000 €    | 100.000 €     | 10 %    | 100.000 € für 25 %; gescheitert 2.1              | Carsten Maschmeyer                       |
| 2.2  | Trinity Mode Reißverschlusssystem                                                                  | Kimberly Lang                                               | 4.500.000 €  | 500.000 €     | 10 %    | nein                                             | nein                                     |
| 2.3  | ruwi Multi-Gartenharke                                                                             | Rudolf Wild                                                 | 186.667 €    | 80.000 €      | 30 %    | 80.000 € für 30 %                                | Ralf Dümmel                              |
| 2.4  | pazls Möbel Rekombinierbare Möbel                                                                  | Phillip McRae, Julian Bäßler und Thomas Poddey              | 1.600.000 €  | 400.000 €     | 20 %    | 400.000 € für 25 %; gescheitert                  | Frank Thelen                             |
| 2.5  | furryfit Gesundheitstracker für Hunde                                                              | Jonas und Micha Neubert                                     | 1.133.334 €  | 200.000 €     | 15 %    | nein                                             | nein                                     |
| 2.6  | Spooning Cookie Dough Essbarer, roher Keksteig                                                     | Diana Hildenbrand, Constantin Feistkorn                     | 956.667 €    | 210.000 €     | 18 %    | 210.000 € für 38 %                               | Ralf Dümmel Dagmar Wöhrl                 |
| 3.1  | smart sleep Nahrungsergänzung für effizienteres Schlafen                                           | Markus Dworak                                               | 2.250.000 €  | 250.000 €     | 10 %    | 1.500.000 € für 33 % 3.1                         | Ralf Dümmel Carsten Maschmeyer           |
| 3.2  | dot on art Klebepunkte als Kunstwerk                                                               | Annette Siegle, Tanja Haller und Julia Habermaier           | 400.000 €    | 100.000 €     | 20 %    | 100.000 € für 30 %                               | Georg Kofler                             |
| 3.3  | Bugfoundation Insektenburger aus Buffallowürmern                                                   | Baris Özel, Max Krämer                                      | 2.775.000 €  | 225.000 €     | 7,5 %   | nein                                             | nein                                     |
| 3.4  | plankpad Balance Board                                                                             | André Reinegger                                             | 283.333 €    | 50.000 €      | 15 %    | 50.000 € für 25 %                                | Ralf Dümmel                              |
| 3.5  | SIM Characters Neugeborenen-Medizin-Simulator                                                      | Jens-Christian Schwindt, Michael Hoffmann                   | 9.000.000 €  | 1.000.000 €   | 10 %    | nein                                             | nein                                     |
| 4.1  | twerXout Fitnessprogramm                                                                           | Kristina Markstetter, Rimma Banina                          | 450.000 €    | 50.000 €      | 10 %    | nein                                             | nein                                     |
| 4.2  | Sleeperoo Übernachtungen in Sleep Cubes                                                            | Karen Löhnert, Dennis Brosseit                              | 1.000.000 €  | 250.000 €     | 20 %    | 200.000 € für 24,9 % 4.2                         | Dagmar Wöhrl                             |
| 4.3  | smicies Pastillen in herzhaften Geschmacksrichtungen                                               | Carola Stock, Immanuel Rebarczyk                            | 283.334 €    | 50.000 €      | 15 %    | nein                                             | nein                                     |
| 4.4  | ello Rollator mit Elektroantrieb                                                                   | Benjamin Rudolph, Max Keßler und Matthias Geertsema         | 2.250.000 €  | 250.000 €     | 20 %    | 400.000 € für 30 % 4.4                           | Georg Kofler Carsten Maschmeyer          |
| 4.5  | Gearflix Online-Verleih für Kameras und Kamerazubehör                                              | Marius Hamer                                                | 2.700.000 €  | 300.000 €     | 10 %    | nein                                             | nein                                     |
| 4.6  | waschies Waschpads für Babys und zum Abschminken                                                   | Carolin Schuberth                                           | 450.000 €    | 50.000 €      | 10 %    | 50.000 € für 20 %                                | Ralf Dümmel                              |
| 5.1  | Chia Bowl Chia-Samen-Pudding in Saft zum Löffeln                                                   | Annemarie Heyl und Brando Valencia                          | 1.350.000 €  | 150.000 €     | 10 %    | nein                                             | nein                                     |
| 5.2  | Flippo Kids Multifunktionale Kinder-Möbel                                                          | Alexander Haunhorst                                         | 450.000 €    | 50.000 €      | 10 %    | 50.000 € für 10 %                                | Dagmar Wöhrl                             |
| 5.3  | Finanzguru Digitale Vertragsverwaltungsapp                                                         | Benjamin und Alexander Michel                               | 9.000.000 €  | 1.000.000 €   | 10 %    | 1.000.000 € für 12,5 %                           | Carsten Maschmeyer                       |
| 5.4  | Diamant Blading Permanent-Makeup-Stift mit Diamantspitze                                           | Brigitte Steinmeyer                                         | 900.000 €    | 100.000 €     | 10 %    | nein                                             | nein                                     |
| 5.5  | goleygo Magnetverschluss für Hundeleinen                                                           | Jérôme Glozbach de Cabarrus und Tim Ley                     | 1.499.200 €  | 500.000 €     | 25,01 % | 500.000 € für 35 % 5.5                           | Ralf Dümmel Frank Thelen                 |
| 6.1  | eatapple Strohhalme aus Apfeltrester                                                               | Danilo Jovicic, Konstantin Neumann und Philipp Silbernagel  | 2.300.000 €  | 200.000 €     | 8 %     | nein                                             | nein                                     |
| 6.2  | Trockenfix Halterung zum Trocknen von Bettwäsche                                                   | Andreas Plath                                               | 600.000 €    | 150.000 €     | 20 %    | 200.000 € für 49 %                               | Ralf Dümmel                              |
| 6.3  | Design Bubbles Kerzen aus Champagnerflaschen                                                       | Katharina Baumann                                           | 1.133.334 €  | 200.000 €     | 15 %    | 200.000 € für 25 %; gescheitert 6.3              | Dagmar Wöhrl                             |
| 6.4  | pook Chips aus Kokosnüssen                                                                         | Kanokporn Holtsch                                           | 1.800.000 €  | 200.000 €     | 10 %    | 200.000 € für 20 %                               | Ralf Dümmel                              |
| 6.5  | yoga board Fitness-Gerät für intensiveres Yogatraining                                             | Patrick Walter und Dominic Strobel                          | 2.475.000 €  | 275.000 €     | 10 %    | nein                                             | nein                                     |
| 6.5  | CurveSYS Sicherheitssystem gegen Sekundenschlaf                                                    | Denis Güzelocak und Stefan Weinzierl                        | 2.700.000 €  | 300.000 €     | 10 %    | 300.000 € für 25,1 %                             | Carsten Maschmeyer                       |
| 7.1  | Abdeckblitz Abdeckklebeband für unterschiedliche Oberflächen                                       | Mario Ballheimer                                            | 900.000 €    | 100.000 €     | 10 %    | 100.000 € für 35 %                               | Ralf Dümmel                              |
| 7.2  | Kaiserschlüpfer Slips für Frauen in und nach der Schwangerschaft                                   | Daniela Westberg-Heuer und Julia Steinbach                  | 566.666 €    | 100.000 €     | 15 %    | nein                                             | nein                                     |
| 7.3  | Frittenlove frittierte Stäbchen aus Kichererbsen                                                   | Sascha und Ina Wolter                                       | 540.000 €    | 60.000 €      | 10 %    | 120.000 € für 20 %, gescheitert                  | Frank Thelen                             |
| 7.4  | Privalino Messenger-App für Kinder gegen Cyber-Grooming                                            | Patrick Schneider und Nicolai Erbs                          | 1.666.667 €  | 250.000 €     | 15 %    | nein                                             | nein                                     |
| 7.5  | Kuchentratsch Online-Kuchenversand                                                                 | Katharina Mayer                                             | 900.000 €    | 100.000 €     | 10 %    | 100.000 € für 10 %                               | Carsten Maschmeyer Dagmar Wöhrl          |
| 8.1  | Sanilu Clean Reinigungsmittel für Nagerkäfige                                                      | Sven und Sandra Arnold                                      | 540.000 €    | 60.000 €      | 10 %    | 100.000 € für 20 %                               | Dagmar Wöhrl Judith Williams             |
| 8.2  | CuraLuna Windel-Sensor                                                                             | Frank Steinmetz und Christoph Hohl                          | 5.400.000 €  | 600.000 €     | 10 %    | 50.000 € + 500.000 € für 25,1 %; gescheitert 8.2 | Carsten Maschmeyer                       |
| 8.3  | Ösel Birch Birkenwasser-Limonade                                                                   | Anne-Liis Theisen                                           | 240.000 €    | 60.000 €      | 20 %    | nein                                             | nein                                     |
| 8.4  | Relaxopet Entspannungs-Musikbox für Tiere                                                          | Frank Bendix                                                | 900.000 €    | 100.000 €     | 10 %    | 100.000 € für 15 %                               | Ralf Dümmel                              |
| 8.5  | Tracktics GPS-Tracker für Fußballer                                                                | Benjamin Bruder und Patrick Haas                            | 12.500.000 € | 1.000.000 €   | 8 %     | nein                                             | nein                                     |
| 9.1  | waterdrop Brausetabletten auf Basis echter Früchte                                                 | Christoph Hermann, Martin Donald Murray und Henry Wieser    | 9.000.000 €  | 1.000.000 €   | 10 %    | je 500.000 € für 6,25 % 9.1                      | Ralf Dümmel; ausgesetzt 9.1 Dagmar Wöhrl |
| 9.2  | Boneguard Halterung für Hunde-Kausnacks                                                            | Sonja Labitzke                                              | 666.667 €    | 100.000 €     | 15 %    | nein                                             | nein                                     |
| 9.3  | RoadAds Werbe-Displays auf LKWs                                                                    | Andreas Widmann                                             | 4.500.000 €  | 500.000 €     | 10 %    | 750.000 € für 25 %; gescheitert 9.3              | Georg Kofler Carsten Maschmeyer          |
| 9.4  | FitSeat Bürostuhl mit Fahrradergometer                                                             | Jan Gumprecht                                               | 1.350.000 €  | 150.000 €     | 10 %    | nein                                             | nein                                     |
| 9.5  | milquino Babyfläschchen-Vollautomat                                                                | Corina und Jochen Riedinger                                 | 750.000 €    | 250.000 €     | 25 %    | nein                                             | nein                                     |
| 9.6  | Fugentorpedo Reinigungsset für Fugen                                                               | Bernd Müller, Matthias Herrnböck und Frank Eckert           | 566.667 €    | 100.000 €     | 15 %    | 100.000 € für 20 %                               | Ralf Dümmel                              |
| 10.1 | prezit Abfalleimer mit Komprimierfunktion                                                          | Alexander Baechler                                          | 375.000 €    | 125.000 €     | 25 %    | 125.000 € für 30 %; ausgesetzt 10.1              | Ralf Dümmel                              |
| 10.2 | Nero Bio-Grillkohle und -zubehör                                                                   | Aaron Armah und Jakob Hemmers                               | 900.000 €    | 100.000 €     | 10 %    | nein                                             | nein                                     |
| 10.3 | Vegdog Veganes Hundefutter                                                                         | Tessa Zaune-Figlar, Valerie Hansen und Lisa Walther         | 1.350.000 €  | 150.000 €     | 10 %    | 150.000 € für 20 %                               | Dagmar Wöhrl                             |
| 10.4 | calimoto Navigationsapp für Motorradfahrer                                                         | Luca Osten, Sebastian Dambeck und Hans-Joachim Allenfor     | 5.850.000 €  | 650.000 €     | 10 %    | nein                                             | nein                                     |
| 10.5 | Lazys Aufsatz für Skischuhe                                                                        | Marcus Maaßen und Jens Willecke                             | 480.000 €    | 120.000 €     | 20 %    | nein                                             | nein                                     |
| 10.6 | aspira clip 10.6 Mini-Inhalator für die Nase                                                       | Vinh-Nghi Tiet und Wolfgang Kleiner                         | 5.400.000 €  | 600.000 €     | 10 %    | 600.000 € für 25 % 10.6                          | Ralf Dümmel Carsten Maschmeyer           |
| 11.1 | Walkie App zum Beauftragen von Hunde-Gassigehern                                                   | Lisa Jedlicki und Anna-Alexia Hoffmann                      | 1.200.000 €  | 300.000 €     | 20 %    | nein                                             | nein                                     |
| 11.2 | CAPS Air Kleiderbügel mit Geruch und zum Vertreiben von Motten                                     | Ralph Ecks                                                  | 800.000 €    | 200.000 €     | 20 %    | 200.000 € für 30 %                               | Ralf Dümmel                              |
| 11.3 | YFood Nahrungsergänzungsmittel                                                                     | Noel Bollmann und Benjamin Kremer                           | 1.800.000 €  | 200.000 €     | 10 %    | 200.000 € für 20 %                               | Frank Thelen                             |
| 11.4 | Poolathlete/Pemo Painttablet 11.4 Trainingshilfe für Swimmingpools/ Multifunktionales Maler-Tablet | Markus Kubitschek und Monika Steidl                         | 640.000 €    | 160.000 €     | 20 %    | nein                                             | nein                                     |
| 11.5 | Aktimed Kinesiologische Tapes mit integrierten Wirkstoffen                                         | Sabine Kroker und Jens Kroker                               | 1.350.000 €  | 150.000 €     | 10 %    | 150.000 € für 25 %                               | Carsten Maschmeyer Ralf Dümmel           |
| 11.6 | Darguner Klostervoigt Mit Wein verfeinerte Essig-Sorte                                             | Jürgen Hartwig und Wolfgang Streblow                        | 80.000 €     | 20.000 €      | 20 %    | nein                                             | nein                                     |
| #    | Name                                                                                               | Gründer                                                     | Bewertung    | Kapitalbedarf | Anteile | Investment                                       | Investor                                 |